# 克日什托夫·兹沃林斯基
克日什托夫·兹沃林斯基（波蘭語：Krzysztof Zwoliński，1959年1月2日—），波兰男子田径运动员。他曾代表波兰参加1980年夏季奥林匹克运动会田径比赛，获得男子4×100米接力银牌。